# WASP-14 b
WASP-14 b — экзопланета, обнаруженная в 2008 году по программе SuperWASP.
Одна из самых плотных экстрасолнечных планет. Планета представляет собой тяжёлый газовый гигант с массой примерно 7 масс Юпитера. Несмотря на то что температура планеты составляет 2 с половиной тысячи по Цельсию, планета слишком тяжела, чтобы расшириться даже от этой температуры.